# Gletterens
Gletterens is een gemeente in het district Broye van het kanton Fribourg in Zwitserland.

## Geografie
De gemeente ligt aan de zuidoever van het meer van Neuchâtel. De buurgemeenten in kanton Fribourg zijn Delley-Portalban en Vallon. De oppervlakte van de gemeente bedraagt 3.02 km².
- Hoogste punt: 494 m
- Laagste punt: 429 m

## Bevolking
De gemeente heeft 611 inwoners (2003). De meerderheid in Gletterens is Franstalig (72%, 2000) en Rooms-Katholiek (49%).

## Economie
17% van de werkzame bevolking werkt in de primaire sector (landbouw en veeteelt), 11% in de secundaire sector (industrie), 72% in de tertiaire sector (dienstverlening).

## Geschiedenis
In 1239 werd het dorp het eerst genoemd als Lieterins. Het behoorde toen tot het heerschap van Montagny. Het kanton Fribourg deelde het dorp in bij de voogdij van Montagny. Het gebied werd in 1724 verkocht aan Grandcour. Van 1798 tot 1803 behoorde het bij het district Avenches. Daarna bij het district Montagny en van 1831 tot 1848 bij het district Dompierre. Vanaf 1848 maakt het deel uit van het district Broye.